# Antoni Bandić
Antoni Bandić (Grude, 5 januari 1990) is een Bosnisch voetbalscheidsrechter. Hij is in dienst van FIFA en UEFA sinds 2023. Ook leidt hij sinds 2013 wedstrijden in de Premijer Liga.
Op 17 augustus 2013 leidde Bandić zijn eerste wedstrijd in de Bosnische nationale competitie. Tijdens het duel tussen Olimpik Sarajevo en Mladost Velika Obarska (2–1) trok de leidsman zevenmaal de gele kaart. In Europees verband debuteerde hij tijdens een wedstrijd tussen FK Panevėžys en Milsami Orhei in de eerste voorronde van de UEFA Europa Conference League; het eindigde in 2–2 en de scheidsrechter gaf negen spelers geel. Zijn eerste interland floot hij op 11 oktober 2023, toen IJsland met 2–2 gelijkspeelde tegen Wales door doelpunten van Brennan Johnson en Harry Wilson en tegentreffers van Logi Tómasson en Danny Ward (eigen doelpunt). Tijdens deze wedstrijd deelde Bandić aan zeven spelers een gele kaart uit.

## Interlands
| Datum           | Plaats             | Wedstrijd       | Uitslag | Competitie             | Kreeg geel | Kreeg voor de tweede keer geel en dus rood | Weggestuurd |
| --------------- | ------------------ | --------------- | ------- | ---------------------- | ---------- | ------------------------------------------ | ----------- |
| 11 oktober 2024 | Reykjavik, IJsland | IJsland – Wales | 2 – 2   | Nations League 2024/25 | 7          | 0                                          | 0           |

Laatst bijgewerkt op 18 oktober 2024.